# 哈桑-阿里·曼蘇爾
哈桑-阿里·曼蘇爾（حسن علی منصور，1923年4月13日—1965年1月26日）是一位伊朗政治家，曾於1964年至1965年擔任伊朗總理。他參與了沙阿穆罕默德-礼薩·巴列维的白色革命，後來被伊斯蘭敢死隊成員暗殺。

## 遇刺
1965年1月21日上午10點，白色革命一週年紀念日的前幾天，哈桑-阿里·曼蘇爾步入議會大門，準備發表他的首次國情咨文演說。哈桑-阿里·曼蘇爾在巴哈雷斯坦廣場下車後，遭到21歲的伊斯蘭敢死隊成員穆罕默德·博哈雷連開三槍。博哈雷隨後被處決，同時被處決的還有另外三名涉嫌人—雷扎·薩法爾·哈蘭迪、哈吉·薩德格·阿瑪尼和莫爾塔扎·尼克內賈德。
哈桑-阿里·曼蘇爾被緊急送往醫院，病情危殆五天後去世。危機期間，沙阿迅速任命曼蘇爾的好友阿米爾-阿巴斯·胡韋達擔任代理總理，他在接下來的十三年裡一直擔任總理。曼蘇爾遇刺事件發生在總理哈吉·阿里·拉茲馬拉遇刺數年之後。
曼蘇爾被安葬在禮薩·沙阿陵墓附近的沙阿-阿卜杜勒-阿齊姆墓地，墓地上還建造了一座類似甘迺迪風格的黑色花崗岩長明火。伊斯蘭革命後，曼蘇爾墓地被阿亞圖拉·哈勒哈利摧毀，他的遺體被挖出並散落一地。